# Oksa (gmina)
Pour le village, voir Oksa.
Oksa est une gmina rurale du powiat de Jędrzejów, Sainte-Croix, dans le centre-sud de la Pologne. Son siège est le village d'Oksa, qui se situe environ 18 km au nord-ouest de Jędrzejów et 41 km au sud-ouest de la capitale régionale Kielce.
La gmina couvre une superficie de 90,26 km2 pour une population de 4 879 habitants.

## Géographie
La gmina inclut les villages de Błogoszów, Lipno, Nowe Kanice, Oksa, Pawęzów, Popowice, Rembiechowa, Rzeszówek, Stare Kanice, Tyniec, Tyniec-Wieś, Węgleszyn, Węgleszyn-Dębina, Węgleszyn-Ogrody, Zakrzów et Zalesie.
La gmina borde les gminy de Jędrzejów, Małogoszcz, Nagłowice, Radków et Włoszczowa.